# Пасто
Па̀сто (на испански: Pasto, пълно име San Juan de Pasto, Сан Хуан де Пасто) е град в Колумбия, главен административен център и столица на департамент Нариньо. Разположен е в югозападната част на страната високо в Андите на надморска височина 2594 m. Основан е през 1539 г. По време на Доколумбовата Америка е бил под влиянието на Империята на инките. През xix в., подари ожесточената отбрана на града, организирана от жителите му по време на борбата за независимост на Колумбия, е получил прякора Лъвицата от Андите. Град Пасто също така е известен и като Градът-изненада на Колумбия. Добив на злато. Известен е с карнавала „Карнавал де Негрос и Бланкос“ (Carnaval de Negros y Blancos). Производство на мебели и текстил. Населението на града е 460 638 жители при преброяването през 2019 г.